# Orvasca flavocinerea
Orvasca flavocinerea is een donsvlinder uit de familie van de spinneruilen (Erebidae). De wetenschappelijke naam van de soort is voor het eerst geldig gepubliceerd als Porthesia flavocinerea in 1928 door van Van Eecke.

## Synoniemen
- Porthesia flavocinerea van Eecke, 1928